# Виргиния Матеева
Виргиния Стойчева Косева – Матеева е дългогодишна българска учителка и културна деятелка от Копривщица, която казва, че „къта традициите в сърцето си“.

## Биография
Матеева, освен преподавател в средното училище „Любен Каравелов“, е дългогодишен артист и режисьор в самодейните театрални трупи в Народното читалище в града и на театрализираните възстановки на събитията от 1876 г. по време на тържествата на 1 и 2 най всяка година на площад „20-ти април“.
Участието ѝ в културния календар на града продължава като вдъхновител и музикален ръководител на певческата група за стари градски и народни песни „Зелен здравец“, с редовно участие на Летните фолклорни празници „С Копривщица в сърцето“ и на Националния събор на българското народно творчество, провеждан в местността Войводенец.
В репертоара на групата за изворен фолклор и стари градски песни „Зелен здравец“ намират място съхранени от Виргиния Матеева песни като „Загради се тесна калдаръма“, „Жени ме, жени, мамо“, „Като, Като“ и „Чифте тупани тупаха“...
Виргиния Матеева е обявена за нейния принос в развитието на града музей във връзка със 140-ата годишнина от избухването на Априлското въстание за почетен гражданин на Копривщица.
Дъщерята на Виргиния Матеева, Райна Матеева-Пачева, е директор на Дирекция на музеите в града.